# 내포중학교
내포중학교(內浦中學校)는 대한민국 충청남도 홍성군 홍북읍 신경리에 있는 공립 중학교이다.

## 학교 연혁
- 2010년 10월 19일 : 내포중학교 설립 계획 확정
- 2013년 3월 1일 : 내포중학교 개교
- 2013년 3월 4일 : 제1회 입학식(44명)
- 2014년 2월 13일 : 제1회 졸업식(16명)
- 2024년 9월 1일 : 제7대 이정순 교장 부임
- 2025년 1월 15일 : 제12회 졸업(306명, 연인원 2,456명)
- 2025년 3월 4일 : 제13회 입학(224명)
- 2025년 3월 4일 : 학급편성: 27학급(1:8학급, 2:9학급, 3:10학급, 특수1학급)778명

## 참고 자료
- 내포중학교 - 한국교육학술정보원 학교알리미